# Коммунистическое возрождение Сан-Марино
Коммунистическое возрождение Сан-Марино (итал. Rifondazione Comunista Sammarinese) — политическая партия в Сан-Марино, возникшая в 1991 году при преобразовании бывшей Коммунистической партии Сан-Марино в Сан-маринскую демократическую прогрессивную партию (аналогично Партии коммунистического возрождения, возникшей на базе несогласных с преобразованием Итальянской коммунистической партии в Партию демократических левых сил).
Председатель КВСМ — Анджело Делла Валле. Состояла в международной коалиции «Европейские левые».
На парламентских выборах в 2001 году партия получила 3,4 % голосов и 2 мандата из 60. На выборах 2006 года совместно с Левой партией — отколом 2005 года от Партии демократов — вошла в состав коалиции «Объединённые левые», получившей 5 мандатов и 8,7 % голосов. В 2012 году коалиция «Объединённые левые» преобразовалась в единую партию, выступавшую на выборах 2012 года в составе альянса «Активные граждане», получившего 16 % голосов.